# Les Lueurs d'Aden
 (mars 2024).
La mise en forme du texte ne suit pas les recommandations de Wikipédia : il faut le « wikifier ».
Les points d'amélioration suivants sont les cas les plus fréquents :
- Les titres sont pré-formatés par le logiciel. Ils ne sont ni en capitales, ni en gras.
- Le texte ne doit pas être écrit en capitales (les noms de famille non plus), ni en gras, ni en italique, ni en « petit »…
- Le gras n'est utilisé que pour surligner le titre de l'article dans l'introduction, une seule fois.
- L'italique est rarement utilisé : mots en langue étrangère, titres d'œuvres, noms de bateaux, etc.
- Les citations ne sont pas en italique mais en corps de texte normal. Elles sont entourées par des guillemets français : « et ».
- Les listes à puces sont à éviter, des paragraphes rédigés étant largement préférés. Les tableaux sont à réserver à la présentation de données structurées (résultats, etc.).
- Les appels de note de bas de page (petits chiffres en exposant, introduits par l'outil «  Source ») sont à placer entre la fin de phrase et le point final[comme ça].
- Les liens internes (vers d'autres articles de Wikipédia) sont à choisir avec parcimonie. Créez des liens vers des articles approfondissant le sujet. Les termes génériques sans rapport avec le sujet sont à éviter, ainsi que les répétitions de liens vers un même terme.
- Les liens externes sont à placer uniquement dans une section « Liens externes », à la fin de l'article. Ces liens sont à choisir avec parcimonie suivant les règles définies. Si un lien sert de source à l'article, son insertion dans le texte est à faire par les notes de bas de page.
- La présentation des références doit suivre les conventions bibliographiques. Il est recommandé d'utiliser les modèles {{Ouvrage}}, {{Chapitre}}, {{Article}}, {{Lien web}} et/ou {{Bibliographie}}. Le mode d'édition visuel peut mettre en forme automatiquement les références.
- Insérer une infobox (cadre d'informations à droite) n'est pas obligatoire pour parachever la mise en page.

Pour une aide détaillée, merci de consulter Aide:Wikification.
Si vous pensez que ces points ont été résolus, vous pouvez retirer ce bandeau et améliorer la mise en forme d'un autre article.
Pour plus de détails, voir Fiche technique et Distribution.
Les Lueurs d'Aden (ou en arabe : المرهقون, al-Murhiqūn) est un film yéméno-soudano-saoudien réalisé par Amr Gamal, sorti en 2023.

## Synopsis
Isra'a vit avec son mari Ahmed et ses trois enfants (Anwar, Nouran et Nawar) dans la ville d'Aden, au sud du Yémen, en 2019. La guerre civile qui fait rage a bouleversé économiquement le pays, et conduit au chômage de nombreux fonctionnaires, faute d'être payés, et a contraint Ahmed à devenir chauffeur de taxi provisoirement. Mais l'inflation pèse trop lourd sur les dépenses ; Isra'a et Ahmed réalisent qu'ils ne pourront pas envoyer leurs enfants en école privée, et ils se résignent à chercher un autre appartement plus petit pour pouvoir payer le loyer. Quand Isra'a apprend qu'elle est enceinte, c'est le début d'une course contre la montre pour trouver une solution à ce nouveau problème, car le couple sait que la famille ne pourra pas survivre avec une bouche en plus à nourrir. Mais l'avortement est encore tabou dans ce pays très religieux...

## Fiche technique
Sauf indication contraire, les informations mentionnées dans cette section peuvent être confirmées par les bases de données cinématographiques IMDb et Allociné,  présentes dans la section « Liens externes ».
- Titre francophone : Les Lueurs d'Aden[1]
- Titre original : المرهقون (en arabe : al-Murhiqūn?)
- Réalisation : Amr Gamal
- Scénario : Amr Gamal et Mazen Refaat
- Musique : Chen Ming-chang
- Décors :
- Costumes :
- Photographie : Mrinal Desai
- Son :
- Montage : Heba Othman
- Production : Mohsen Alkhalifi, Amr Gamal et Amjad Abou Alala
- Sociétés de production : Adenium Productions
- Société de distribution : Films Boutiques (international) et MAD solutions (Moyen Orient)
- Budget :
- Pays de production :  Yémen
 Soudan
 Arabie saoudite
- Langue originale : arabe
- Format :
- Genre : Drame
- Durée : 91 minutes
- Dates de sortie :
  - Allemagne : 
    - 18 février 2023 (Berlinale)

  - France : 
    - 31 janvier 2024 (en salles)

## Distribution
- Khaled Hamdan : Ahmed
- Abeer Mohammed : Isra'a
- Islam Saleem : Anwar
- Roaa Al-Hamshari : Nouran
- Omar Elyas : Nawar
- Samah Alamrani : Muna, l'amie médecin
- Shahd Algonfedy : Hend, l'assistante de Muna
- Awsam Abdulrahman : Abbas, l'ami boiteux
- Huda Ramzi : Abrar, la soeur d'Isra'a
- Hussain Anwar : Wajdan, l'époux d'Abrar
- Amal Ayyash : la mère d’Isra’a
- Ali Alshalali : le père d’Isra’a
- Ruaida Rubaih : la mère d’Ahmed
- Magd Moktar : le frère d’Ahmed

## Production
En 2021, le réalisateur Amr Gamal a commencé le tournage de son deuxième long métrage, Les Lueurs d'Aden, qui a été entièrement tourné dans la ville d'Aden avec une équipe en partie yéménite et en partie étrangère. En raison de la situation politique complexe au Yémen, le tournage s'est poursuivi pendant 70 jours. Le tournage a débuté le 24 août 2021 et s'est terminé le 10 novembre 2021. Pendant le tournage, les acteurs et l'équipe sont restés coincés dans un hôtel à Aden pendant cinq jours en raison d'affrontements armés autour de l'hôtel.
La préproduction et la production du film ont été financées par des hommes d'affaires yéménites et le gouvernement yéménite. À la suite du succès du premier film du réalisateur, Moi Nojoom, 10 ans, divorcée, les hommes d'affaires locaux, le gouvernement et le Conseil de transition du Sud se sont montrés intéressés à soutenir son nouveau film.
Plus tard, le film a reçu un financement de post-production du Festival international du film de Karlovy Vary, du Festival du film arabe de Malmö, et du Festival international du film de la Mer Rouge,.

## Accueil critique
Le film reçoit une note moyenne de 3.5/5 sur le site Allociné, sur la base de 13 critiques. Sur le site de Rotten Tomatoes, il enregistre un score de 100%.

## Distinctions

### Récompenses
- Berlinale 2023 : deuxième place au Prix du public Panorama et Amnesty International Film Award
- Mostra de Valence du cinéma méditerranéen 2023 : Prix du jury pour le meilleur réalisateur et le meilleur scénario
- Durban International Film Festival 2023 : Meilleur scénario
- Festival du film de Taipei 2023 : Meilleur film (prix spécial du jury)

### Nomination
- Mostra de Valence du cinéma méditerranéen: Meilleur film
- Durban International Film Festival 2023 : Meilleur film
- Festival international du film d'Erevan 2023 : Meilleur film asiatique
- Festival du film de Taipei 2023 : Meilleur film (grand prix)
- The Septimius Awards 2023 : Meilleur acteur asiatique

### Sélection
- Berlinale 2023 : sélection officielle dans la catégorie Panorama